# Conus raphanus
Conus raphanus é uma espécie de gastrópode do gênero Conus, pertencente à família Conidae.